# Yma Sumac
Yma Sumac, eredeti nevén Zoila Augusta Emperatriz Chávarri del Castillo, (Ichocán, Peru, 1922. szeptember 13. – Los Angeles, Kalifornia, 2008. november 1.) legendás perui származású amerikai szoprán énekesnő, aki hatalmas hangterjedelmével szerzett világhírt.
Egyes források szerint hangterjedelme fénykorában „jóval meghaladta a három oktávot”, más források szerint elérhette az öt oktávot is.
Először azután lett híres, hogy az 1940-es években az Egyesült Államokba költözött, népszerűségének azonban nagyon sokat ártott az az igaztalan híresztelés, hogy valójában nem is perui, hanem egy amerikai egyetemista, Amy Camus (művészneve megfordítva). Népszerűsége újra felívelt az 1980-as években. 1992-ben Gunther Czernetsky Hollywood inka hercegnője címmel készített róla zenés dokumentumfilmet.
Los Angelesben élt 2008. november 1-jén bekövetkezett haláláig.

## Vitatott ifjúkor
Születésének, ifjúkorának tényeit máig viták övezik. Az észak-perui Cajamarca megye hegyei közt született 1922-ben, Zoila Augusta Emperatriz Chávarri del Castillo néven anyakönyvezték. Egyes életrajzai 1921-es, mások 1927-es, 1928-as vagy 1929-es születési dátumot tartalmaznak. Van olyan vélemény is, hogy szeptember 10-én született, és nem Ichocánban, hanem Limában, vagy a közelében. A szeptember 13-ai dátum egy olyan adatközlőtől származik, aki állítása szerint látta a születési anyakönyvi kivonatot. Az 1950-es években elterjedt, hogy valójában hercegnő, Atahualpa inka uralkodó leszármazottja. Később viszont azzal vádolták, hogy egzotikus származását csak kitalálta, hogy karrierjét segítse vele, és valójában Brooklynban vagy Kanadában született, Amy Camus néven.
Az Imma Sumack színpadi nevet (amelyet Ymma Sumack és Ima Sumack betűzéssel is használtak) még azelőtt vette fel, hogy Dél-Amerikából az Egyesült Államokba költözött. A név anyja nevén alapult, amely a kecsua nyelvű Ima Shumaq szókapcsolatból eredt. (Ennek jelentése „milyen szép!”, bár interjúkban Yma Sumack fordítása „szép virág” vagy „szép lány” volt.)
Először 1942-ben hallhatták a rádióhallgatók. Ugyanebben az évben, június 6-án férjhez ment Moisés Vivanco zeneszerző és zenekarvezetőhöz, az ősi inka témák nagy kedvelőjéhez, akit neveztek „a perui George Gershwinnek” is. 1943-ban legalább 20 lemezre énekelt perui népdalokat Argentínában. Az Odeon Records márkajelét viselő korai Yma Sumac-lemezeken Moisés Vivanco együttese, a Compañía Peruana de Arte szerepelt, amely 46 indián táncosból, énekesből és zenészből állt.

## Későbbi pályája
Sumack és Vivanco 1946-ban költözött New Yorkba, ahol Inca Taky Trio néven lépett fel: Sumack a szopránénekes volt, Vivanco gitározott, unokatestvére, Cholita Rivero táncolt és alténekes volt. 1949-ben született Charles fiuk. Yma 1950-ben szerződést írt alá a Capitol Records lemezkiadóval, az Yma Sumac nevet használva.
Az 1950-es években inka és dél-amerikai népdalok legendás felvételeinek sorát készítette el a hollywoodizált lounge stílusban, olyan előadókkal dolgozva együtt, mint Les Baxter és Billy May. Különleges hangja, egzotikus megjelenése, személyisége olyan színpadi kombináció volt, ami garantálta a sikert az amerikai közönség előtt. 1951-ben még egy broadwayi musicalben is színpadra lépett: a Flahooley című produkcióban hercegnőt játszott, aki Aladdin csodalámpáját hozta egy amerikai játékgyárba megjavíttatni. A musical Sammy Fain és E. Y. "Yip" Harburg munkája volt, de Sumac négy dalát Vivanco írta. A Capitol Records rögzítette az előadást. Maga a musical nem ért meg sok előadást, a felvétel azonban klasszikus maradt, részben mert ez volt Barbara Cook broadwayi bemutatkozása is.
Népszerűsége csúcsán Sumac a filmvásznon is megjelent: az 1954-ben vetített Az inkák titka (Secret of the Incas) című filmben, amelynek főszereplője Charlton Heston volt, mint Kori-Tica 1957-ben pedig az Omar Khayyam című filmben Karina szerepében.
1957-ben a lapoknak jó témát adva elvált Vivancótól. Még ugyanabban az évben újra összeházasodtak, de 1965-ben megint elváltak.
Valószínűleg pénzügyi nehézségek miatt az Inca Taky Trio 1961-ben világ körüli turnéra indult, ami végül öt évig tartott. A Szovjetunióban negyven városban léptek fel, utána beutazták Európát, Ázsiát és Latin-Amerikát. Bukaresti fellépésüket rögzítették, és ez – a Recital című album – maradt az egyetlen hivatalos koncertfelvételük.
1971-ben Miracles címen Yma Sumac rockalbumot adott ki, majd visszatért Peruba. Az 1970-es években időről időre koncertet adott Peruban, majd New Yorkban is. Az 1980-as években több koncertje is volt New Yorkban, illetve más városokban, köztük egy koncert 1987-ben a New York-i The Ballroom koncertteremben és több helyen is San Franciscóban. Fennmaradt egy felvétel az 1991. október 28-án a berlini Theater des Westensben tartott estjéről is, ahol a Kai Rautenberg Combo kísérte (a meghirdetett második koncert elmaradt).

## Halála
Yma Sumacnál végbélrákot diagnosztizáltak az orvosok kilenc hónappal halála előtt. Otthon lábadozott, de a rák legyőzte az idős asszonyt és 2008. november 1-jén meghalt. Yma Sumac 86 éves volt, bár ezt azóta sokan vitatják, halála előtt sem volt tisztázott pontos születési dátuma.

## Zenei műfaj
Az ötvenes években igen elterjedt műfajnak számított, az Exotica mint zenei műfaj. Sumacon kívül még két ember tudott ezzel a műfajjal híressé válni, ők Les Baxter, és Martin Denny, de Bas Sheva neve is sokat emlegetett volt akkoriban. Az Exotica műfajban fellelhetőek az inka bennszülöttek hangszerei és zenei stílusa. Yma Sumac halálával hivatalosan meghalt az utolsó zenész, aki ebben a műfajban alkotott. Exoticával a hetvenes évek óta nem jelentetett meg lemezt senki sem, kivéve Baxter, ám ő is már csak "Best Of" lemezeket adott ki. Az Exotica az ötvenes évek varázsa volt, de a hetvenes években beköszöntött hatalmas zenei változások szinte eltörölték a műfajt. Sumac az egyetlen akinek exotica műfajú lemezei mind a mai napig közérdeklődést élveznek.

## Diszkográfia
- 1943 - Odeon (hivatalosan kiadatlan, mára teljesen eltűnt nagylemez)
- 1950 - Voice Of The Xtabay
- 1952 - Legend Of The Sun Virgin
- 1953 - Inca Taqui
- 1954 - Mambo!
- 1957 - Legend Of The Jivaro
- 1959 - Fuego Del Ande
- 1971 - Miracles
- 1991 - Mambo ConFusion (1991) (Németországban kiadott 3 dalból álló kislemez)
- 1998 - Sampler Exotica (5 dalból álló válogatáslemez)
- 2005 - Queen Of Exotica (két lemezből álló 50 dalos válogatáslemez)

## Fordítás
- Ez a szócikk részben vagy egészben  a   Yma Sumac című angol Wikipédia-szócikk ezen változatának fordításán alapul.  Az eredeti cikk szerkesztőit annak laptörténete sorolja fel. Ez a jelzés csupán a megfogalmazás eredetét és a szerzői jogokat jelzi, nem szolgál a cikkben szereplő információk forrásmegjelöléseként.

## Külső hivatkozások
- Hivatalos oldal
- Yma Sumac a PORT.hu-n (magyarul)
- Yma Sumac az Internetes Szinkronadatbázisban (magyarul)
- Yma Sumac az Internet Movie Database-ben (angolul)
- Yma Sumac a Rotten Tomatoeson (angolul)
- Official Yma Sumac Site
- Yma-Sumac.com
- Yma Sumac Archiválva 2020. január 23-i dátummal a Wayback Machine-ben at TV.com
- Excerpts from book on Yma Sumac
- Brief review of Sumac at the Cotillion Room New York City, September 19, 1951
- Chuncho (The Forest Creatures) YouTube-videó
- Yma Sumat diszkográfia